# Thymus mastichina subsp. donyanae
Thymus mastichina subsp. donyanae é uma subespécie de planta com flor pertencente à família Lamiaceae. 
A autoridade científica da subespécie é R.Morales, tendo sido publicada em Anales del Jardín Botánico de Madrid 41(1): 92. 1984.

## Portugal
Trata-se de uma subespécie presente no território português, nomeadamente em Portugal Continental.
Em termos de naturalidade é endémica da Península Ibérica.

## Protecção
Não se encontra protegida por legislação portuguesa ou da Comunidade Europeia.